# Sture Lagerwall
Sture Lagerwall (13 dicembre 1908 – 1º novembre 1964) è stato un attore e regista svedese.

## Biografia
Prese lezioni da Karin Swanström prima di studiare all'Oscar Theatre 1927-1930. Ha debuttato sul palco nel 1927 in un ruolo minore in Dibbuk; gli sono stati poi assegnati ruoli importanti come schiavo in Gustaf III e come giovane cadetto in Love's Shortcuts nel 1928 e nel 1929. Quest'ultimo ruolo attirò l'attenzione su Lagerwall da parte della stampa. Il recensore di Svenska Dagbladet Anders Österling disse che Lagerwall aveva giocato con "sorprendente certezza". Nel 1930 ebbe una svolta nella sua carriera, con lo spettacolo 18 anni. 
Lagerwall era attivo nei teatri di Gösta Ekman, Vasateatern e Konserthusteatern 1931-1934, prima di essere coinvolto in Dramaten 1934-1936.  A Dramaten, ha interpretato ruoli come Kinesias in Lisistrate, Ferdinand Uggla nella saga di Gösta Berling e Oscar Andersson nelle canzoni di Frida.  Fu direttore al Malmö City Theatre nel 1958 dove restò attivo fino alla sua morte, nel 1964.

## Filmografia

### Attore

#### Cinema
- Sei tu felicità? (Säg det i toner), regia di Edvin Adolphson e Julius Jaenzon (1929)
- Markurells i Wadköping, regia di Victor Sjöström (1931)
- Röda dagen, regia di Gustaf Edgren (1931)
- En natt, regia di Gustaf Molander (1931)
- Falska miljonären, regia di Paul Merzbach (1931)
- Tango, regia di Gösta Hellström - cortometraggio (1931)
- Svärmor kommer, regia di Paul Merzbach (1932)
- Pojkarna på Storholmen, regia di Sigurd Wallén (1932)

- Giftasvuxna döttrar, regia di Sigurd Wallén (1933)
- Djurgårdsnätter, regia di Gösta Rodin (1933)
- Äventyr på hotell, regia di Gösta Rodin (1934)
- Uppsagd, regia di Ivar Johansson (1934)
- Hon eller ingen, regia di Gösta Rodin (1934)
- Kvinnorna kring Larsson, regia di Schamyl Bauman (1934)
- Flickornas Alfred, regia di Edvin Adolphson (1935)
- Kärlek efter noter, regia di Rolf Husberg e Gösta Rodin (1935)
- Notti di primavera (Valborgsmässoafton), regia di Gustaf Edgren (1935)
- Smålänningar, regia di Gösta Rodin (1935)
- Janssons frestelse, regia di Gösta Rodin (1936)
- Alla tiders Karlsson, regia di Gösta Rodin (1936)
- Äventyret, regia di Per-Axel Branner (1936)
- Bombi Bitt och jag, regia di Gösta Rodin (1936)
- Vi går landsvägen, regia di Sigurd Wallén (1937)
- Häxnatten, regia di Schamyl Bauman (1937)
- Kamrater i vapenrocken, regia di Schamyl Bauman (1938)
- Gli amori di un'attrice (Karriär), regia di Schamyl Bauman (1938)
- Vicini al peccato (Vi två), regia di Schamyl Bauman (1939)
- Oggi comincia la vita (I dag börjar livet), regia di Schamyl Bauman (1939)
- Emelie Högqvist, regia di Gustaf Molander (1939)
- ...som en tjuv om natten, regia di Ragnar Arvedson e Börje Larsson (1940)
- Än en gång Gösta Ekman, regia di Schamyl Bauman - cortometraggio (1940)
- Hennes melodi, regia di Thor L. Brooks (1940)
- Vi tre, regia di Schamyl Bauman (1940)
- Den blomstertid, regia di Alf Sjöberg (1940)
- Romanzo (Romans), regia di Åke Ohberg (1940)
- La segretaria di papà (Nygifta), regia di Sigurd Wallén (1941)
- En man för mycket, regia di Gösta Stevens (1941)
- La primula nera (Lasse-Maja), regia di Gunnar Olsson (1941)
- Jacobs stege, regia di Gustaf Molander (1942)
- I moschettieri del re (En äventyrare), regia di Gunnar Olsson (1942)
- Kungsgatan, regia di Gösta Cederlund (1943)
- Sonja, regia di Hampe Faustman (1943)
- En dag skall gry, regia di Hasse Ekman (1944)
- Hans officiella fästmö, regia di Nils Jerring (1944)
- På farliga vägar, regia di Per-Axel Branner (1944)
- Kejsarn av Portugallien, regia di Gustaf Molander (1944)
- Hans Majestät får vänta, regia di Gustaf Edgren (1945)
- Resan bort, regia di Alf Sjöberg (1945)
- En förtjusande fröken, regia di Börje Larsson (1945)
- Kärlek och störtlopp, regia di Rolf Husberg (1946)
- Johansson och Vestman, regia di Olof Molander (1946)
- Konsten att älska, regia di Gunnar Skoglund (1947)
- Jag älskar dig, Karlsson!, regia di Lau Lauritzen Jr. e John Zacharias (1947)
- Nattvaktens hustru, regia di Bengt Palm (1947)
- Det kom en gäst..., regia di Arne Mattsson (1947)
- Synd, regia di Arnold Sjöstrand (1948)
- Banketten, regia di Hasse Ekman (1948)
- Loffe som miljonär, regia di Gösta Bernhard (1948)
- Kastrullresan, regia di Arne Mattsson (1950)
- Den vita katten, regia di Hasse Ekman (1950)
- Kvinnan bakom allt, regia di Hampe Faustman e Johan Jacobsen (1951)
- Alt dette og Island med, regia di Johan Jacobsen (1951)
- Livat på luckan, regia di Rune Redig (1951)
- Kungen av Dalarna, regia di Gösta Bernhard e Emil A. Lingheim (1953)
- I dimma dold, regia di Lars-Eric Kjellgren (1953)
- Enhörningen, regia di Gustaf Molander (1955)
- Med glorian på sned, regia di Hasse Ekman (1957)
- Räkna med bråk, regia di Rolf Husberg (1957)
- Sommar och syndare, regia di Arne Mattsson (1960)
- L'occhio del diavolo (Djävulens öga), regia di Ingmar Bergman (1960)

#### Televisione
- Venetianskan, regia di Ingmar Bergman - film TV (1958)
- Stängda dörrar, regia di Alf Sjöberg - film TV (1959)
- Fadersskolan, regia di Josef Halfen - film TV (1963)

### Attore e regista

#### Cinema
- Onsdagsväninnan, co-regia di Alice O'Fredericks (1946)
- Här kommer vi..., co-regia di John Zacharias (1947)